# Paul Théry
 (juin 2018).
Si vous disposez d'ouvrages ou d'articles de référence ou si vous connaissez des sites web de qualité traitant du thème abordé ici, merci de compléter l'article en donnant les références utiles à sa vérifiabilité et en les liant à la section « Notes et références ».
Pour les articles homonymes, voir Théry.
Paul Thery (22 février 1895 - 15 janvier 1945) est un haut fonctionnaire français né à Nantes et mort en déportation.
Il est nommé en 1923 secrétaire général de la Corse puis, en 1934, du Pas-de-Calais.

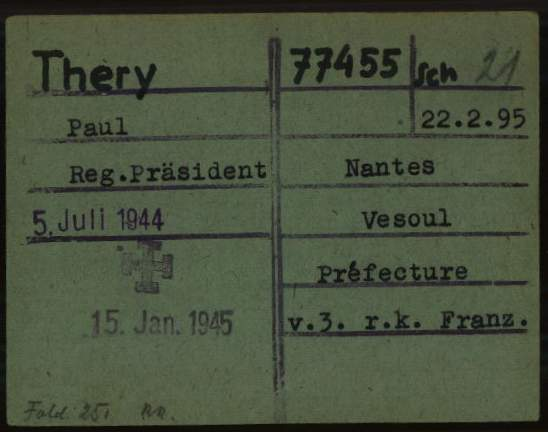
Carte d'enregistrement de Paul Théry en tant que prisonnier dans le camp de concentration nazi de Dachau

Préfet de la Haute-Saône en 1941, il est arrêté par la Gestapo en 1944. Il est déporté le 2 juillet 1944 par le train de la mort à destination de Dachau. il meurt à Dachau quelques mois plus tard.
Une rue à Nantes et une à Douai portent son nom, ainsi qu'une salle dans l'Hôtel de préfecture de la Haute-Saône de Vesoul.